# Cristina Guinea González
Cristina Guinea González (Barcelona, Barcelonès, 31 de juliol de 1992) és una exjugadora d'hoquei sobre herba catalana.
Es formà al Júnior Futbol Club, on desenvolupà gran part de la seva carrera esportiva i on arribà a ser-ne la capitana. Debutà amb el primer equip l'any 2006 i competí a la Divisió d'Honor femenina. La temporada 2016-17 jugà al Der Club an der Alster de la lliga alemanya i dos anys més tard, jugà al La Gantoise de la lliga belga. Internacional amb la selecció espanyola d'hoquei sobre herba en 159 ocasions entre 2013 i 2019, aconseguí la medalla de bronze al Campionat del Món de 2019 i a l'Europeu de 2018. També participà als Jocs Olímpics de Rio de Janeiro 2016, on aconseguí una diploma olímpic. Es retirà de la competició l'octubre de 2020.

## Palmarès
Clubs
- 4 Campionats de Catalunya d'hoquei sobre herba femení: 2013-14, 2017-18, 2019-20, 2020-21

Selecció espanyola
- 1 medalla de bronze al Campionat del Món d'hoquei sobre herba femení: 2019
- 1 medalla de bronze al Campionat d'Europa d'hoquei sobre herba femení: 2018